# Kirkjubøur bispedømme
Kirkjubø bispedømme var et katolsk bispedømme som omfattede Færøerne. Det blev løsrevet fra Bjørgvin bispedømme sent i 1000-tallet eller tidligt i 1100-tallet, og lå først under Hamborg-Bremen ærkebispedømme. Senere blev det underlagt Lund- (fra 1104) og Nidaros ærkebispedømme (fra 1152). Bispedømmet havde fast sæde i Kirkjubøur på Streymoy fra biskop Orms tiltrædelse i 1138. Domkirken var fra 1200-tallet Olavskirken, selv om biskop Erlendur påbegyndte bygningen af Magnuskatedralen (der aldrig blev færdig). Det katolske bispedømme blev i praksis nedlagt ved reformationen, og den sidste biskop Ámundur Ólavsson måtte overlade styringen til danskeren Jens Gregoriussen Riber, der var luthersk superintendent 1540-56. I 1557 blev Færøerne lagt ind under Bergen Stift.

## Katolicisme på Færøerne efter bispedømmets ophævelse
Med den sidste katolske biskops afgang i 1538 regnede den katolske kirke bispedømmet som ophævet. Færøerne blev 1667 i lighed med resten af Norden tilsluttet Det apostoliske vikariat i nord. I 1855 kom Færøerne (sammen med Island og Grønland) ind under Nordpolsmissionen, der ophævedes 1869. Det apostoliske præfektur Danmark var året inden blevet udskilt fra Det apostoliske vikariat i nord som selvstændig enhed, og Færøerne og Grønland blev indlemmet i dette nye præfektur. Det apostoliske præfektur Danmark blev i 1892 ophøjet til apostolisk vikariat og i 1953 til Københavns bispedømme.
På Færøerne har der igen været en katolsk menighed siden 1931. Dens nuværende kirke er Mariukirkjan, som blev indviet i 1987. I dag bor der ca. 130 katolikker på Færøerne, de fleste af disse er udlændinge.
- Færøsk kirkehistorie
- Katolske kirke på Færøerne